# Castello di Doubrava
Il castello di Doubrava (in ceco zámek Doubrava) si trova nella omonima località della città di Aš, Distretto di Cheb nella Regione di Karlovy Vary della Repubblica Ceca. Rappresenta l'unica residenza della famiglia Zedtwitz ad Aš che ci è pervenuta e risale all'inizio del XVII secolo.

## Storia

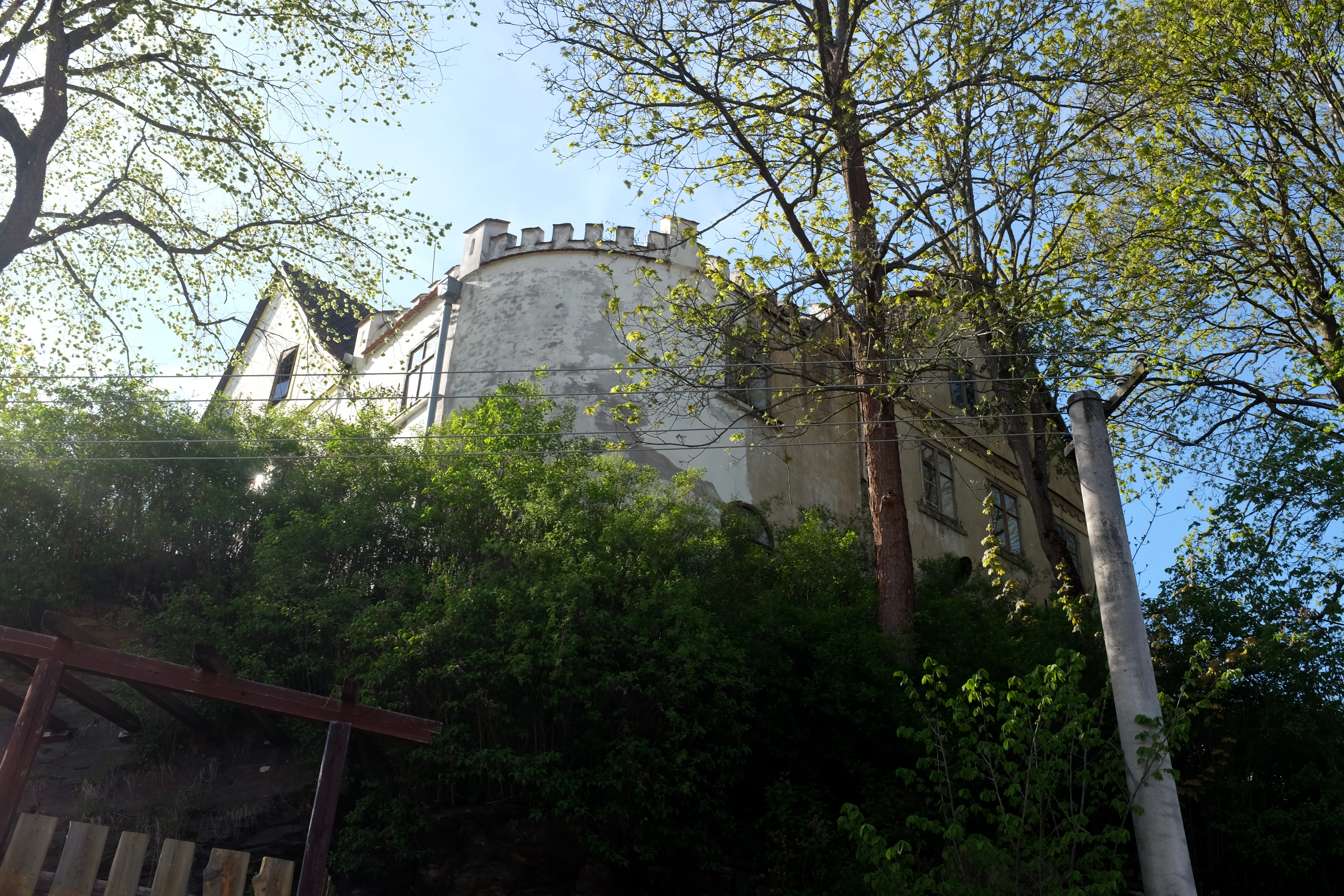
Particolare del castello

Il castello di Doubrava è l'unica residenza nel territorio della famiglia von Zedtwitz che ci è pervenuta perché gli altri palazzi ad Aš, Podhradí, Kopaniny, Smrčina e Krásná sono andati distrutti, in particolare dopo la seconda guerra mondiale. La famiglia von Zedtwitz quando era già molto ricca acquistò la proprietà dalla famiglia von Neuberg e le origini del castello risalgono ad una struttura precedente costruita da questa famiglia che, intorno al 1600, aveva inizialmente il carattere di una tenuta agricola. Nel 1783 fu ricostruita in stile neogotico. Nel XIX secolo il castello era probabilmente una dimora signorile, nel secolo seguente è stato utilizzato anche come locale di ristorazione e poi è rimasto a lungo abbandonato.

## Descrizione
Il castello si trova a Doubrava, località nel comune di Aš nella Regione di Karlovy Vary, Repubblica Ceca. Conserva una parte centrale a due piani con una merlatura superiore. Sopra l'ingresso si trova lo stemma della famiglia Zedtwitz che porta inciso l'anno 1760 che non è originale dell'edificio ma è stato collocato qui dopo il 1945 trasferito dal castello della vicina Kopany. Le sepolture della famiglia Zedtwitz si trovano nel cimitero di Grün.